# نادي الميادين
نادي الميادين الرياضي هو نادي كرة قدم سوري من مدينة الميادين في محافظة دير الزور. تأسس النادي عام 1975. يلعب مبارياته على ملعب الميادين. تمكن من اللعب في الدوري السوري الممتاز موسمي 1997–1998 و 1998–1999.
الرئيس صادق السليمان 
مساعد الرئيس محمد السليمان ابو وسام